# 강진흔
강진흔(姜晉昕: 1592년 4월 12일(음력 3월 1일) ~ 1637년 10월 25일(음력 9월 21일))은 조선 중기의 무신이다. 본관은 진주로 강희맹의 6대손이다. 강화부 전투 당시, 힘껏 바다를 방어했으나 전쟁이 끝난 뒤에는 책임을 뒤집어 쓰고 참형되었다.

## 생애

### 병자호란
병자호란 때 충청수사를 지냈고, 강화도의 수군을 지휘하였다. 강화검찰사 김경징은 물이 얼어 청군이 올 수 없다고 생각하고 청군과의 전투를 전혀 대비하지 않았다. 그러나 도르곤 휘하의 청군은 선박을 징발하여 강화도를 공격해왔다. 이에 강진흔은 주사대장 장신과 함께 200명의 수군과 7척의 전선을 거느리고 갑곶 근처로 오는 청군의 전선을 침몰시켰다. 강진흔은 그 뒤에도 분전하여 청군의 전선 3척을 침몰시켰으나, 점점 청군의 수가 많아짐에도 불구하고 장신은 싸우는 척 하다가 도주했다. 이에 격분한 강진흔은 장신을 질타했으나 장신은 그 말을 듣지 않았다. 결국 장신의 실책으로 갑곶 방어선은 무너졌고, 청군들이 강화도에 상륙했다.
초관 황선신이 100명의 군사로 농성했으나 전사하고 강화도에 남은 김경징과 이민구는 겁에 질려 도주했다. 이에 청군은 손쉽게 강화성을 함락시켰고 봉림대군과 소현세자를 포함한 다수의 왕족과 사대부들을 인질로 잡았다. 이는 인조의 항전의지를 크게 꺾어 항복하는 결정적인 요인이 되고 말았다. 이때 성에 남아있던 김상용은 스스로 삶을 마감했다.

### 처형
그 해 9월, 조정에서는 강화도 방어에 임한 장수들을 처벌하기 시작했다. 이때 강진흔도 체포되어 국문을 받은 뒤 참형에 처해질 위기에 처했다.
이 때, 강진흔 휘하의 장수들과 수군들이 강진흔의 억울함을 거듭 주장했음에도 끝내는 참수된 뒤 효수되는 비참한 최후를 맞이했다. 반면 패배의 원흉이였던 김경징은 유배되는 것에 그쳤고 후에 사약을 받았으나 이는 참수된 강진흔에 견주어 보면 특혜를 받은 셈이였다.

### 사후
강화도 함락 당시에 대군으로서 강화도에 있었던 효종으로부터는 '싸우지도 못하였거니와 달아나지도 못했다.'라는 말을 듣게 되었다.

## 전기 자료
- 강석규, 《오아재집》 권9, 忠淸水軍節度使姜公墓表